# Aaron Siskind
Aaron Siskind (4 de Dezembro de 1903, Nova York, EUA - 8 de Fevereiro de 1991) foi um fotógrafo norte-americano
Depois de terminar a licenciatura em Literatura Inglesa, em 1926, começou a leccionar em várias escolas públicas de Nova York. O seu interesse pela literatura levou a a escrever poesia, sob forte influência de William Blake. A partir de 1930, ano em que recebeu a sua primeira máquina fotográfica, e durante os anos que se seguiram, dedicou se a fotografar a arquitectura nova iorquina, explorando símbolos e ideias que viriam a tornar se em preocupações formais na sua visão poético fotográfica.
Em 1933, Siskind descobre a Workers Film and Photo League, uma unidade cultural fundada pela Internacional Comunista, que recorria à fotografia para documentar preocupações sociais. Foi aqui que encontrou suporte intelectual e artístico, enquanto que entrava no mundo da fotografia profissional. Entre 1936 e 1940, Siskind produziu diversos ensaios fotográficos debruçando se sobre a vertente estética da fotografia, indo assim contra as preocupações políticas da confederação. A maioria dos membros no entanto rejeitam este trabalho, considerando o demasiado artístico. Siskind decide abandonar a Liga, fundando uma nova associação a "Feature Group", que viria a produzir vários ensaios fotográficos sobre o impacto da grande depressão na sociedade norte-americana. Motivado pela vontade de incentivar mudanças sociais, Siskind procura focar as condições sociais dos habitantes mais desfavorecidos do bairro de Harlem. Só em 1981 seria publicado o livro Harlem Document, Photographs 1932 1940: Aaron Siskind, reunindo grande parte das fotografias registadas durante esta época.
Grande parte da vida de Siskind foi dedicada ao ensino. Era um professor interessado e dinâmico, que se envolvia nos projectos dos alunos e organizava projectos vários.
Aaron Siskind é, por muitos, considerado o pai da fotografia moderna. O seu trabalho libertou a fotografia das preocupações com a mera representação e documentação, transportando a para o domínio da metáfora poética. Com Siskind, a fotografia encontrou se enquanto forma de arte puramente abstracta e expressionista. 